# Di Blasio Elio
Di Blasio Elio is een Italiaans vuurwerkbedrijf dat vooral bekend is geworden door de ontwikkeling en productie van Cobra’s.
Het bedrijf is in 1991 opgericht. In 1996 werd de merknaam Cobra vastgelegd. De semi-ambachtelijke fabriek is gevestigd in Caprafico en er zijn dertien medewerkers werkzaam. Negentig procent van de omzet wordt buiten Italië gegenereerd.
In februari 2023 vielen er in het testdeel van de fabriek een dode en een gewonde, waarna een onderzoek werd ingesteld. De lokale overheid trok in oktober de belangrijkste vergunningen in. Bij een inval werd 120 kilo illegaal vuurwerk aangetroffen. Eigenaar Di Blasio werd in december gearresteerd en kreeg huisarrest.
In Nederland is er vanuit de politie en de politiek veel kritiek op de Cobra. Hoewel dit vuurwerk officieel is verboden wordt het toch verhandeld. Deskundigen geven aan dat de Cobra de kracht heeft van een handgranaat. In 2023 gebruikte het criminele circuit onder ander de Cobra om explosies te veroorzaken bij woningen en bedrijven.